# El sonámbulo que quería dormir
El sonámbulo que quería dormir è un lungometraggio argentino del 1956 diretto da Juan Sires.

## Trama
I nipoti di un vecchio milionario vogliono ucciderlo per ereditare la sua ricchezza.